# Philippe Clement
Philippe Clement [uitspraak: fi'lip klə'mɑ̃] (Antwerpen, 22 maart 1974) is een Belgisch voetbaltrainer en voormalig betaald voetballer.
Clement was van 1992 tot 2011 actief als betaald voetballer als centrale verdediger of als verdedigende middenvelder. Hij begon als centrale middenvelder, maar maakte in 2001 een transformatie door als centrale verdediger. Nadien speelde Clement evenwel nog regelmatig als middenvelder. Hij speelde tien jaar bij Club Brugge en kwam verder uit voor KRC Genk, het Engelse Coventry City en Germinal Beerschot. Na zijn spelerscarrière werd hij trainer. Met KRC Genk en Club Brugge werd Clement als hoofdtrainer Belgisch landskampioen.
Clement speelde 38 maal voor de Belgische nationale ploeg. Zijn laatste wedstrijd was Finland-België op 6 juni 2007. Hij maakte deel uit van de selectie voor het WK 1998 en Euro 2000. Vanwege een blessure aan de hamstrings, opgelopen tijdens de bekerfinale met Club Brugge tegen Moeskroen, moest Clement een streep trekken door het WK 2002.

## Spelerscarrière

### Jeugd en Beerschot VAC (1984–1995)
Clement begon zijn carrière in de jeugdploegen van Sint-Anneke Sport (1984-1989), Berchem Sport (1989-1990) en Beerschot VAC (1990-1995). In maart 1992 debuteerde Clement bij Beerschot VAC, een toenmalige derdeklasser, in het eerste elftal. Datzelfde seizoen zouden de Ratten overigens kampioen spelen en promoveren naar tweede klasse. 

### KRC Genk (1995–1998)
In 1995 werd Philippe Clement voor 14 miljoen Belgische frank naar Racing Genk getransfereerd, toen een ambitieuze tweedeklasser. Datzelfde seizoen dwong hij met Racing Genk de promotie af naar eerste klasse. De Limburgse fusieclub maakte al snel furore in eerste nationale, met de bekerwinst tegen Club Brugge in 1998 als hoogtepunt. Clement werd een van dé sterkhouders op het middenveld, en met Andy Stroy vormde hij een uitstekende tandem. Clement maakte in maart 1998 dan ook zijn debuut voor de Belgische nationale ploeg, tegen Noorwegen. Enkele maanden later mocht hij zelfs mee naar het WK in Frankrijk, waar hij een goede indruk maakte.

### Coventry City (1998–1999)
De Antwerpse middenvelder besloot na een succesvol seizoen bij Genk dat de tijd rijp was voor een buitenlands avontuur. Clement vertrok na het seizoen 1997–1998 waarin Genk de beker won tegen Club Brugge (4–0) naar Premier League-club Coventry City. Een aantal blessures zorgden er echter voor dat Clement nauwelijks aan spelen toekwam bij de Sky Blues, die wat hun beste jaren in de Premier League bleken (vroege jaren negentig) dan al achter de rug hadden. Coventry eindigde, in het ene seizoen dat Clement bij de club was, als vijftiende met gelijk aantal punten (42) als Wimbledon en zes punten boven de degradatiezone. 
Op geen enkel moment kon Clement dan ook Gary McAllister en de Nederlander George Boateng, die alles speelde, het vuur aan de schenen leggen centraal op het middenveld — onder leiding van de Schotse trainer-manager Gordon Strachan. Clement begon zes keer aan een Premier League-wedstrijd en viel zes keer in. In twee wedstrijden die hij startte won Coventry, en telkens speelde hij negentig minuten: de uitwedstrijd tegen Blackburn Rovers (1–2) op 7 november 1998 en de thuiswedstrijd die hier op volgde tegen Everton (3–0) op 15 november 1998. Clement speelde 16 officiële wedstrijden voor de Sky Blues. Hij keerde daarom na één seizoen terug naar België.

### Club Brugge (1999–2009)
Club Brugge betaalde 40 miljoen Belgische frank voor de middenvelder, ongeveer evenveel als wat hij een jaar eerder aan Coventry had gekost. Trainer Eric Gerets verliet op hetzelfde moment Brugge. Maar nadat middenvelder en libero Eric Addo de Leeuw naar PSV Eindhoven volgde, ging Brugge naarstig op zoek naar versterking voor de nieuwe trainer: Gerets' assistent René Verheyen. Die oplossing zag men in Clement, die bij Coventry City niet had weten door te breken wegens blessures. 
Clement diende bij blauw-zwart weliswaar grote schoenen te vullen op de positie van centrale middenvelder. Clubicoon Franky Van der Elst zette namelijk in mei 1999 een punt achter een rijkgevulde loopbaan. Addo was een belangrijke speler geweest in de as van het veld. Clement maakte zijn debuut voor Club Brugge op de openingsspeeldag tegen STVV, een thuiswedstrijd op 8 augustus 1999 die Club Brugge met 4–0 won. In zijn tweede wedstrijd uit tegen Sporting Lokeren won Brugge met 2–5, scoorde hij op aangeven van Sandy Martens en gaf een assist door een vrije trap van Éric Deflandre met het hoofd tot bij Edgaras Jankauskas te deviëren. Hij liep in het slot van die wedstrijd wel een spierverrekking op die hem twee weken aan de kant hield. Clement speelde 36 officiële wedstrijden in zijn eerste seizoen en scoorde viermaal. Omdat de volgende trainer, de Noor Trond Sollied, echter zomeraanwinst Timmy Simons geschikter vond voor de rol als nummer zes, dreigde Clement plots naast de ploeg te vallen. Bovendien viel Clement in de zomer van 2000 uit met een kuitblessure, waardoor hij  dat najaar amper in actie kwam. Simons kwam in 2000, een jaar na Clement, de ploeg versterken. 
Clement vocht terug en werd vanaf 2001 uitgespeeld als centrale verdediger, spelend naast de jonge Birger Maertens en later ook David Rozehnal. Simons speelde meestal als nummer 6 voor de verdediging. Clement speelde negentig minuten mee in de stunt van Club Brugge op het veld van AC Milan in de UEFA Champions League 2003–04 (0–1 in San Siro). Notoir moment van Clement als Club Brugge-speler is zijn bijdrage aan de 2–1 thuiszege tegen rivaal RSC Anderlecht op 7 december 2002. Clement, nota bene spelend in de mandekking (op Nenad Jestrović, die rood kreeg voor duiken tegenover Clement), was twee keer beslissend voor zijn club met twee ouderwetse libero-acties. Hij kreeg in de tweede helft meer vrijheid van Sollied, die risico's moest nemen omdat Brugge in het krijt stond (0–1) en omdat Maertens rood had gekregen in de eerste helft. Hij trok mee naar voren en bediende rechtsachter Olivier De Cock die scoorde met een afstandsschot op twintig meter. Vervolgens zette Clement zelf de aanval op en rondde die zelf af met een intikker, op een aangeven van Andrés Mendoza al bijna op de achterlijn vanaf rechts.
Regelmatig speelde Clement in latere jaren evenwel centraal op het middenveld, aanvankelijk met Timmy Simons in de defensie onder Trond Sollied in 4–3–3 formatie of 3–4–3 formatie en later in een 4–4–2 onder met name trainers Čedomir Janevski en Jacky Mathijssen. Als er moest gebikkeld worden moest met name Clement als breekijzer dienen vanwege zijn fysieke sterkte, zijn vermogen om als een acht te infiltreren en zijn kopkracht die ook op stilstaande fases veelvuldig van pas zijn gekomen. Met Club Brugge won Clement twee titels in 2003 en 2005 en drie bekers in 2002, 2004 en 2007. Clement speelde in totaal 359 officiële wedstrijden voor blauw-zwart, waarin hij 52 maal scoorde. In zijn laatste seizoen, 2008–2009, was hij aanvoerder van de ploeg. Zijn laatste wedstrijd voor Brugge speelde hij op 16 mei 2009, thuis tegen Excelsior Moeskroen (4–1 overwinning). Op het uur viel hij in als middenvelder, voor Jonathan Blondel.

### Germinal Beerschot (2009–2011)
Na tien jaar in dienst van Club Brugge te zijn geweest, tekende Clement op 29 juli 2009 een tweejarig contract bij Germinal Beerschot, de club waar het voor hem allemaal begon. Clement speelde bij Germinal Beerschot als centrale verdediger. Op 21 november 2009 verdwaasde Clement zijn vorige werkgever meteen bij zijn grote terugkeer naar het Jan Breydelstadion: Germinal Beerschot ging met 1–2 winnen op Club Brugge. Clement speelde nog eens 62 officiële wedstrijden voor Germinal Beerschot in twee seizoenen bij de club. Na het seizoen 2010–2011 zette de toen 37-jarige Clement een punt achter zijn spelersloopbaan. Al tijdens het seizoen nam Clement het besluit zijn aflopende contract niet meer te verlengen en zijn schoenen aan de haak te hangen. Zijn afscheid verliep niet zoals gewenst. De Antwerpenaar viel nog vier keer naast de selectie in zijn laatste weken als voetballer, terwijl het met Germinal Beerschot sportief en financieel ook niet bijster goed ging. Hij vond dat hij in zijn laatste maanden "niet het respect van de club kreeg dat hij verdiende en dat hij een waardiger afscheid had verwacht". Twee jaar later ging Germinal Beerschot overkop — het naamgedeelte 'Germinal' was al verdwenen. De laatste trainer onder wie Clement heeft gespeeld was Jacky Mathijssen, die ook zijn laatste trainer bij Club Brugge was. Zijn laatste officiële wedstrijd speelde Clement op 12 maart 2011, op het Kiel tegen KV Mechelen (1–1), ruim twee maand voor het einde van het voetbalseizoen.

## Statistieken
| seizoen | club               | land     | competitie         | wed. | goals |
| ------- | ------------------ | -------- | ------------------ | ---- | ----- |
| 1992/93 | Beerschot VAC      | België   | Tweede Klasse      | 6    | 0     |
| 1993/94 | Beerschot VAC      | België   | Tweede Klasse      | 8    | 1     |
| 1994/95 | Beerschot VAC      | België   | Tweede Klasse      | 33   | 0     |
| 1995/96 | KRC Genk           | België   | Tweede Klasse      | 33   | 1     |
| 1996/97 | KRC Genk           | België   | Jupiler League     | 23   | 0     |
| 1997/98 | KRC Genk           | België   | Jupiler League     | 30   | 2     |
| 1998/99 | Coventry City      | Engeland | Premier League     | 12   | 0     |
| 1999/00 | Club Brugge        | België   | Jupiler Pro League | 31   | 4     |
| 2000/01 | Club Brugge        | België   | Jupiler Pro League | 16   | 4     |
| 2001/02 | Club Brugge        | België   | Jupiler Pro League | 32   | 6     |
| 2002/03 | Club Brugge        | België   | Jupiler Pro League | 29   | 5     |
| 2003/04 | Club Brugge        | België   | Jupiler Pro League | 31   | 4     |
| 2004/05 | Club Brugge        | België   | Jupiler Pro League | 24   | 4     |
| 2005/06 | Club Brugge        | België   | Jupiler Pro League | 22   | 4     |
| 2006/07 | Club Brugge        | België   | Jupiler Pro League | 29   | 2     |
| 2007/08 | Club Brugge        | België   | Jupiler Pro League | 20   | 2     |
| 2008/09 | Club Brugge        | België   | Jupiler Pro League | 22   | 3     |
| 2009/10 | Germinal Beerschot | België   | Jupiler Pro League | 28   | 2     |
| 2011/11 | Germinal Beerschot | België   | Jupiler Pro League | 29   | 0     |
|         |                    |          | Totaal             | 458  | 44    |

Laatst bijgewerkt 07-05-2011

## Trainerscarrière

### Club Brugge
Na het seizoen 2010-2011 stopte Clement met voetballen en ging hij aan de slag bij Club Brugge als verdedigerstrainer van het eerste elftal, in combinatie met beloftentrainer. De terugkeer van Clement was al bekend toen hij nog als speler bij Germinal Beerschot actief was, in maart 2011. Toen de Nederlandse hoofdcoach Adrie Koster in oktober 2011 aan de deur werd gezet, werd diens assistent Rudi Verkempinck tijdelijk aangeduid als vervanger. Clement werd de assistent van Verkempinck. In het daaropvolgende seizoen werd de nieuwe hoofdcoach Georges Leekens medio november ontslagen en werd Clement voor twee wedstrijden de interim-hoofdcoach. Club speelde 2-2 gelijk tegen Newcastle in de Europa League en verloor drie dagen later de wedstrijd tegen RSC Anderlecht met 6-1. Na de aanstelling van Juan Carlos Garrido werd hij assistent-trainer. In het seizoen 2013–2014 werd hij wederom voor een wedstrijd (opnieuw tegen Anderlecht) hoofdcoach, na het ontslag van Garrido. De wedstrijd werd door Club Brugge met 4-0 gewonnen. Na die wedstrijd werd hij weer assistent met de aanstelling van Michel Preud'homme als hoofdcoach. Op 22 mei 2017 verliet Clement Club Brugge samen met hoofdcoach Michel Preud'homme. Clement verklaarde dat hij wilde proberen om hoofdcoach te worden bij een club.

### Waasland-Beveren
Op 24 mei 2017 tekende Clement een contract bij Waasland-Beveren waar hij de mogelijkheid kreeg om hoofdcoach te worden. Onder zijn leiding kwam de club tot goede resultaten en werden veel punten behaald. Er werd onder andere gewonnen tegen Antwerp FC en Standard Luik.

### KRC Genk
Op 18 december 2017 besloot Clement zijn contract bij Waasland-Beveren in te ruilen voor een contract bij KRC Genk. In zijn eerste seizoen bij KRC Genk haalde hij de bekerfinale (verloren tegen Standard) en eindigde Genk op een vijfde plaats in het klassement, goed voor een Europees ticket. In het seizoen 2018-2019 haalde Genk schitterende resultaten onder zijn leiding, 2018 werd dan ook afgesloten op een eerste plaats in de competitie en met overwintering in de UEFA Europa League. Eind 2018 won hij de Trofee Raymond Goethals. Datzelfde seizoen werd hij met KRC Genk landskampioen.

### Club Brugge
Na zijn periode bij KRC Genk keerde Clement terug naar Club Brugge om er hoofdcoach te worden. Hij behaalde meteen succes, want met Club kon hij als tweede Belgische ploeg (na Genk in 2011) ooit doorstoten naar de Champions League via voorrondes. Clement leidde ze ook naar de bekerfinale en een overtuigende eerste plaats in het klassement.

### AS Monaco
Op 3 januari 2022 tekende Clement een driejarig contract als hoofdtrainer bij AS Monaco, waar hij Niko Kovač opvolgde. Hij eindigde zijn eerste seizoen bij de club met een derde plaats in het algemene klassement en de halve finales in de beker waar ze verloren van FC Nantes. In de UEFA Europa League werden ze uitgeschakeld in de 16de finales door SC Braga. Het volgende seizoen in de beker volgde een verrassende nederlaag tegen tweedeklasser Rodez AF in de ronde van 64. Na zich niet te weten kwalificeren voor de UEFA Champions League kwam Monaco uit in de groepsfase van de UEFA Europa League waarin ze tweede werden. In de knock-out ronde werden ze uitgeschakeld door Bayer 04 Leverkusen. Aan het einde van het seizoen 2022/23 slaagde hij er niet in om met Monaco Europees voetbal af te dwingen. Hij kreeg een dag na de laatste match zijn ontslag.

### Rangers FC
Op 15 oktober 2023 werd bekend dat Clement de nieuwe trainer werd van Rangers FC. Hij werd daarmee de opvolger van Micheal Beale. Rangers FC had op dat ogenblik 15 punten behaald in 8 wedstrijden in de Scottish Premiership (de Schotse voetbalcompetitie), waardoor het reeds een achterstand had van 7 punten op de eeuwige rivaal en stadsgenoot Celtic Glasgow. Onder Clements leiding wonnen de Rangers in het seizoen 2023/24 de Scottish League Cup. Het daaropvolgende seizoen wist Clement de club naar de 1/8e finales in de Europa League te loodsen, maar de resultaten in Schotland zelf waren matig. In februari 2025 werden ze uitgeschakeld voor de beker door een tweedeklasser en stonden ze op een bepaald moment 13 punten achter op de leider Celtic. Na verlies thuis tegen St. Mirren op 22 februari werd de Belg ontslagen. 

## Erelijst

### Als speler
| Competitie         |          |                           |          |          |
| Competitie         | Aantal   | Jaren                     |          |          |
| KRC Genk           | KRC Genk | KRC Genk                  | KRC Genk | KRC Genk |
| ------------------ | -------- | ------------------------- | -------- | -------- |
| Beker van België   | 1x       | 1997/98                   |          |          |
| Club Brugge        |          |                           |          |          |
| Eerste klasse      | 2x       | 2002/03, 2004/05          |          |          |
| Beker van België   | 3x       | 2001/02, 2003/04, 2006/07 |          |          |
| Belgische Supercup | 4x       | 2002, 2003, 2004, 2005    |          |          |

### Als trainer
| Competitie          |          |                  |          |          |
| Competitie          | Aantal   | Jaren            |          |          |
| KRC Genk            | KRC Genk | KRC Genk         | KRC Genk | KRC Genk |
| ------------------- | -------- | ---------------- | -------- | -------- |
| Eerste klasse       | 1x       | 2018/19          |          |          |
| Club Brugge         |          |                  |          |          |
| Eerste klasse       | 2x       | 2019/20, 2020/21 |          |          |
| Belgische Supercup  | 1x       | 2021             |          |          |
| Glasgow Rangers     |          |                  |          |          |
| Scottish League Cup | 1x       | 2023/2024        |          |          |

| Individueel                          |    |            |
| Belgisch Trainer van het Jaar        | 1x | 2019       |
| Trainer van het Jaar (Gouden schoen) | 2x | 2019, 2020 |
| Trofee Raymond Goethals              | 2x | 2018, 2019 |